# Cerocala contraria
Cerocala contraria är en fjärilsart som beskrevs av Walker 1865. Cerocala contraria ingår i släktet Cerocala och familjen nattflyn. Inga underarter finns listade i Catalogue of Life.